# 우궁산

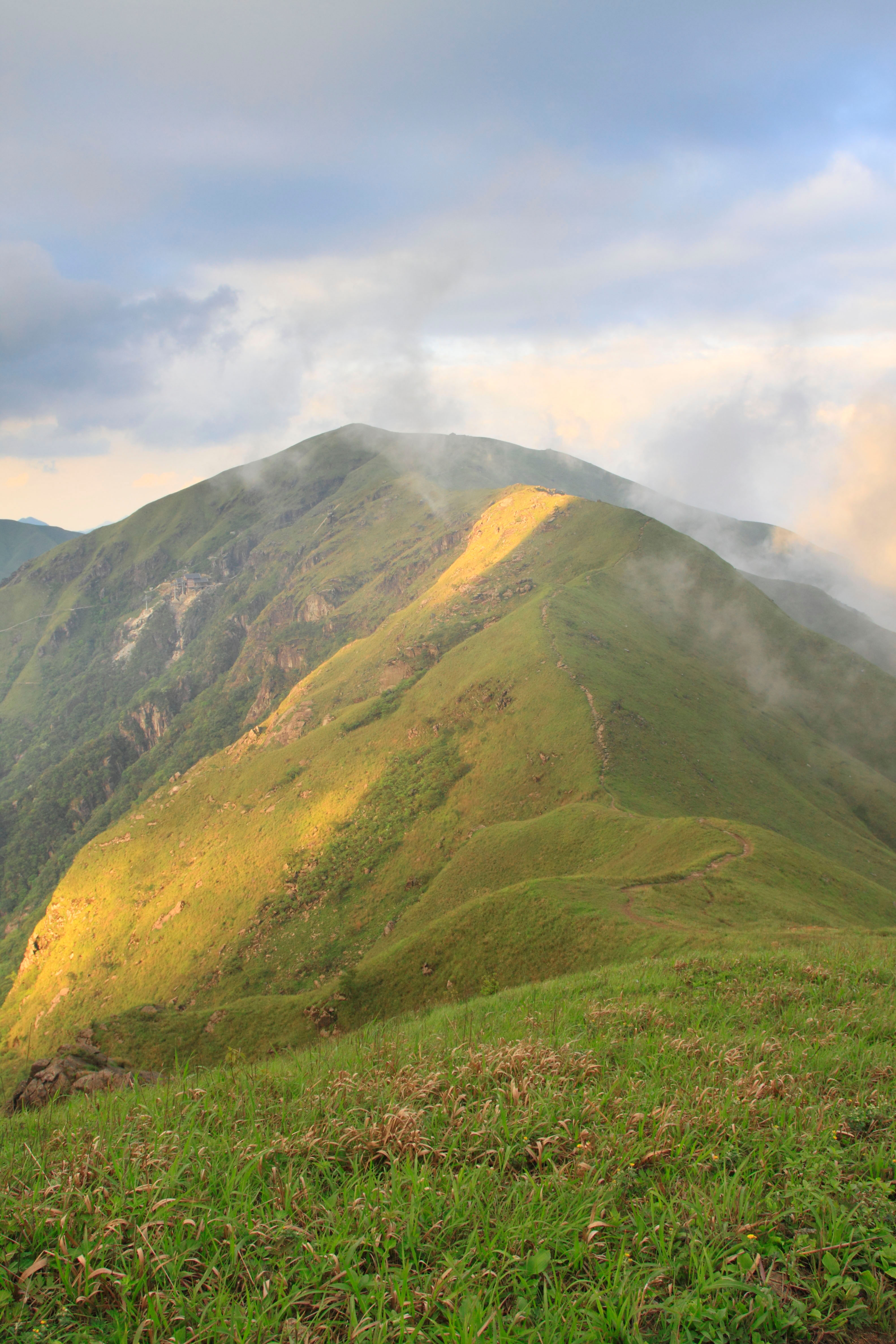
우궁산

우궁산(무공산, 중국어 정체: 武功山, 병음: Wukung Mountain)은 중화인민공화국의 장시성 서부와 후난성 동부에 존재하는 산이며, 뤄샤오산맥에 속하는 산 중 하나이다. 최고봉은 1918m의 바이허펑(白鹤峰)이며, 우궁산맥의 일부를 이루고 있다.
우궁산맥의 최고봉은 가오톈산(高天崖)이며, 길이는 후난성 차링에서부터 장시성 이춘까지 총 130km이고 서쪽에서 동쪽으로 갈수록 대체적으로 산맥의 높이가 낮아지는 경향이 있다.
그외로 장시성의 광산 도시 핑샹의 대탄전이 우궁산맥 북쪽에 위치하고 있다.